# Center (Nebraska)
Center è un comune degli Stati Uniti d'America, situato nello Stato del Nebraska, nella contea di Knox, della quale è il capoluogo.